# Paweł Parada
Paweł Parada (Porada) (ur. ok. 1819 prawdopodobnie w Branwi, zm. po 1864) – powstaniec styczniowy, włościanin.
Miał pochodzić ze wsi Branew w Ordynacji Zamojskiej, gdzie posiadał 21-morgowe gospodarstwo. Dawniej powszechny był pogląd – zdaniem Ryszarda Bendera błędny – że wywodził się z Godziszowa, gdzie piastował funkcję sołtysa.
W pierwszych dniach powstania zorganizował oddział kosynierów, złożony z chłopów oraz mieszczan ordynackich. W dniu 19 maja 1863 pod Tyszowcami ze swym oddziałem wsparł połączone siły Jana Czerwińskiego i Marcina Borelowskiego, czym zmusił Rosjan do odwrotu. Pod koniec lipca 1863 przyłączył się do Tomasza Wierzbickiego i ponownie do Borelowskiego. Miał wówczas dowodzić kosynierami w stopniu porucznika lub majora i brać udział w walkach w okolicach Zamościa i Hrubieszowa, wyróżniając się dzielnością i wzrostem. Uczestniczył w bitwie pod Żyrzynem, gdzie miał przejąć znaczną sumę pieniędzy ze zdobytej poczty. Powrócił do domu po bitwie pod Fajsławicami.
Aresztowano 4 czerwca 1864, a 14 sierpnia został skazany na 8-letnią wywózkę na Syberię i konfiskatę mienia. Tymczasowo osadzony na lubelskim zamku, 28 września zbiegł stamtąd z Władysławem Lewandowskim i Józefem Wróblewskim i przedarł się do Galicji. Podejrzewano, że mógł powrócić w rodzinne strony i tam się ukrywać, jednak wskutek jego nieobecności gospodarstwem zajmowała się żona Katarzyna, z którą doczekał się czwórki dzieci. Nie jest znana dokładna data śmierci Pawła Parady.
Jest patronem jednej z ulic na lubelskim Konstantynowie.